# Natalie Diaz
Natalie Diaz (Needles, 4 de septiembre de 1978) es una poeta y educadora estadounidense de origen mojave. Está registrada en la Comunidad Indígena del Río Gila.

## Biografía

### Primeros años y estudios
Natalie nació en Needles, California. Creció en la aldea india de Fort Mojave en Needles, en la frontera de California, Arizona y Nevada. Asistió a la Universidad de Old Dominion, donde jugó de base en el equipo de baloncesto femenino, llegando a la final de la NCAA en su primer año. Después de jugar al baloncesto profesional en Europa y Asia, regresó a la universidad y completó una maestría en poesía y ficción en 2006.

### Carrera
Su trabajo literario ha aparecido en publicaciones como Narrative, Poetry, Drunken Boat, Prairie Schooner, Iowa Review y Crab Orchard Review. El primer libro de poesía de Díaz, When My Brother Was an Aztec (Cuando mi hermano era un azteca), hizo parte de la selección literaria de Lannan en 2012 y estuvo nominado al premio PEN/Open Book en 2013. La obra "retrata experiencias arraigadas en la vida de los nativos americanos con un poder personal y mítico", según una reseña publicada en la popular revista Publishers Weekly.
En 2018 obtuvo la prestigiosa Beca MacArthur. Dos años después publicó una nueva obra literaria, Post Colonial Love Poem, permitiendo ganar el Premio Pulitzer en Poesía en el 2021.

## Obras notables

### Poesía
- When My Brother Was an Aztec (2013)
- Post Colonial Love Poem (2020)

### Antologías
- Red Indian Road West: Native American Poetry from California (2016)
- Ghost Fishing: An Eco-Justice Poetry Anthology (2018)

## Premios y reconocimientos
- 2021 - Premio Pulitzer en Poesía
- 2018 - Beca MacArthur
- 2015 - Beca PEN
- 2012 - Lannan Literary Fellowship
- 2007 - Premio Pablo Neruda en Poesía
- 2007 - Premio de Ficción Tobias Wolff